# Temporada 2010 del fútbol colombiano
La Temporada 2010 del fútbol colombiano abarcó todas las actividades relativas a campeonatos de fútbol profesional, nacionales e internacionales, disputados por clubes colombianos, y por las selecciones nacionales de este país en sus diversas categorías.

## Torneos locales

### Categoría Primera A

#### Torneo Apertura
- Final.

| Fecha                                                         | Ciudad       | Equipo local | Resultado | Equipo visitante |
| ------------------------------------------------------------- | ------------ | ------------ | --------- | ---------------- |
| 27 de mayo                                                    | Bogotá       | La Equidad   | 1 : 0     | Junior           |
| 2 de junio                                                    | Barranquilla | Junior       | 3 : 1     | La Equidad       |
| Junior se convirtió en campeón con un marcador global de 3:2. |              |              |           |                  |

| Colombia                    |
| Campeón Junior Sexto título |

#### Torneo Finalización
- Final.

| Fecha                                                        | Ciudad    | Equipo local    | Resultado | Equipo visitante |
| ------------------------------------------------------------ | --------- | --------------- | --------- | ---------------- |
| 15 de diciembre                                              | Ibagué    | Deportes Tolima | 2 : 1     | Once Caldas      |
| 19 de diciembre                                              | Manizales | Once Caldas     | 3 : 1     | Deportes Tolima  |
| Once Caldas se coronó campeón con un marcador global de 4:3. |           |                 |           |                  |

| Colombia                          |
| Campeón Once Caldas Cuarto título |

#### Tabla de reclasificación
En esta tabla se tienen en cuenta todos los partidos del año. Además de los campeones de los torneos Apertura y Finalización, el equipo con mejor puntaje clasificará a la fase previa de la Copa Libertadores 2011. Asimismo, el segundo y tercer mejor puntaje tendrán un cupo a la Copa Sudamericana 2011.
| Pos. | Equipos                | PJ | PG | PE | PP | GF | GC | Dif. | Pts. |
| ---- | ---------------------- | -- | -- | -- | -- | -- | -- | ---- | ---- |
| 1.   | Deportes Tolima        | 46 | 25 | 11 | 10 | 88 | 52 | 36   | 86   |
| 2.   | Once Caldas (F)        | 44 | 23 | 8  | 13 | 84 | 64 | 20   | 77   |
| 3.   | Santa Fe               | 42 | 22 | 9  | 11 | 59 | 42 | 17   | 75   |
| 4.   | La Equidad             | 46 | 19 | 12 | 15 | 61 | 60 | 1    | 69   |
| 5.   | Atlético Nacional      | 42 | 19 | 6  | 17 | 61 | 60 | 1    | 66   |
| 6.   | Atlético Huila         | 42 | 16 | 13 | 13 | 67 | 60 | 7    | 61   |
| 7.   | Independiente Medellín | 38 | 15 | 15 | 8  | 53 | 42 | 11   | 60   |
| 8.   | Cúcuta Deportivo       | 42 | 15 | 12 | 15 | 45 | 45 | 0    | 57   |
| 9.   | Deportivo Cali (CC)    | 36 | 15 | 11 | 10 | 59 | 43 | 16   | 56   |
| 10.  | Junior (A)             | 40 | 13 | 15 | 12 | 52 | 48 | 4    | 54   |
| 11.  | Deportes Quindío       | 42 | 15 | 6  | 21 | 41 | 54 | -13  | 51   |
| 12.  | Boyacá Chicó           | 36 | 13 | 11 | 12 | 41 | 50 | -9   | 50   |
| 13.  | Real Cartagena         | 36 | 11 | 10 | 15 | 41 | 55 | -14  | 43   |
| 14.  | Millonarios            | 36 | 11 | 8  | 17 | 47 | 54 | -7   | 41   |
| 15.  | América de Cali        | 36 | 11 | 8  | 17 | 43 | 51 | -8   | 41   |
| 16.  | Envigado F. C.         | 36 | 7  | 11 | 18 | 42 | 62 | -20  | 32   |
| 17.  | Cortuluá               | 36 | 7  | 7  | 22 | 33 | 62 | -29  | 28   |
| 18.  | Deportivo Pereira      | 36 | 4  | 15 | 17 | 35 | 50 | -15  | 27   |

Fuente: Web oficial de Dimayor
|  | Clasificado a la Segunda fase de Copa Libertadores 2011.    |
|  | Clasificado a la Primera fase de la Copa Libertadores 2011. |
|  | Clasificado a la Primera fase de la Copa Sudamericana 2011. |

| (CC) Campeón de la Copa Colombia 2010.    |
| (A) Campeón del Torneo Apertura 2010.     |
| (F) Campeón del Torneo Finalización 2010. |

##### Representantes en competición internacional
| Clasificado como | Copa Libertadores 2011 | Copa Sudamericana 2011 |
| ---------------- | ---------------------- | ---------------------- |
| Colombia 1       | Junior                 | Deportivo Cali         |
| Colombia 2       | Once Caldas            | Santa Fe               |
| Colombia 3       | Deportes Tolima        | La Equidad             |

#### Tabla de descenso
Los ascensos y descensos en el fútbol colombiano se definen por la Tabla de descenso, la cual promedia las campañas,  2008-I, 2008-II, 2009-I, 2009-II, 2010-I y 2010-II. Los puntos de la tabla se obtienen de la división del puntaje total entre partidos jugados, únicamente en la fase de todos contra todos.
El último  en dicha tabla descenderá a la Categoría Primera B dándole el ascenso directo al campeón de la segunda categoría. Por su parte el equipo que ocupe el penúltimo lugar  en la Tabla de descenso, disputará la  serie de promoción ante el subcampeón de la Primera B en partidos de ida y vuelta.
Cabe recordar que en la tabla de descenso no cuentan los partidos por cuadrangulares semifinales ni final del campeonato, únicamente los de la fase todos contra todos.
| Pos. | Equipos                | PJ  | GF  | GC  | Dif. | Pts. | Prom. |
| ---- | ---------------------- | --- | --- | --- | ---- | ---- | ----- |
| 18.  | Cortuluá (D)           | 108 | 128 | 167 | -39  | 118  | 1.093 |
| 17.  | Envigado F. C. (P)     | 108 | 138 | 167 | -29  | 123  | 1.139 |
| 16.  | Deportivo Pereira      | 108 | 126 | 137 | -11  | 128  | 1.185 |
| 15.  | Real Cartagena         | 108 | 136 | 160 | -24  | 133  | 1.231 |
| 14.  | América de Cali        | 108 | 146 | 146 | 0    | 133  | 1.231 |
| 13.  | Cúcuta Deportivo       | 108 | 98  | 112 | -14  | 134  | 1.241 |
| 12.  | Millonarios            | 108 | 136 | 135 | 1    | 136  | 1.259 |
| 11.  | Deportes Quindío       | 108 | 120 | 140 | -20  | 137  | 1.269 |
| 10.  | Atlético Huila         | 108 | 148 | 151 | -3   | 146  | 1.352 |
| 9.   | Once Caldas            | 108 | 152 | 151 | 1    | 152  | 1.407 |
| 8.   | Atlético Nacional      | 108 | 126 | 129 | -3   | 156  | 1.444 |
| 7.   | Boyacá Chicó           | 108 | 144 | 146 | -2   | 156  | 1.444 |
| 6.   | Junior                 | 108 | 162 | 130 | 32   | 161  | 1.491 |
| 5.   | Deportivo Cali         | 108 | 161 | 134 | 27   | 162  | 1.500 |
| 4.   | Independiente Medellín | 108 | 148 | 119 | 29   | 164  | 1.519 |
| 3.   | La Equidad             | 108 | 132 | 119 | 13   | 169  | 1.565 |
| 2.   | Santa Fe               | 108 | 145 | 118 | 27   | 173  | 1.602 |
| 1.   | Deportes Tolima        | 108 | 159 | 126 | 33   | 179  | 1.657 |

Fuente: Web oficial de Dimayor
| (P) | Disputó y ganó la serie de promoción.                     |
| (D) | Descenso a la Categoría Primera B para la temporada 2011. |

##### Cambios de categoría
|  | Cortuluá |

|  | Itagüí Ditaires |

### Categoría Primera B

#### Final del año
| Fecha                                                            | Ciudad | Equipo local    | Resultado | Equipo visitante |
| ---------------------------------------------------------------- | ------ | --------------- | --------- | ---------------- |
| 5 de diciembre                                                   | Pasto  | Deportivo Pasto | 1 : 1     | Itagüí Ditaires  |
| 8 de diciembre                                                   | Itagüí | Itagüí Ditaires | 2 : 1     | Deportivo Pasto  |
| Itagüí Ditaires se coronó campeón con un marcador global de 3:1. |        |                 |           |                  |

| Colombia                              |
| Campeón Itagüí Ditaires Primer título |

#### Serie de promoción
La serie de promoción por el ascenso la jugarán el subcampeón del año en la Primera B, frente al equipo que ocupó la casilla 17 en la tabla de descenso, el Envigado F.C..
| Fecha                                                                                      | Ciudad   | Equipo local    | Resultado | Equipo visitante |
| ------------------------------------------------------------------------------------------ | -------- | --------------- | --------- | ---------------- |
| 11 de diciembre                                                                            | Pasto    | Deportivo Pasto | 0 : 1     | Envigado F. C.   |
| 14 de diciembre                                                                            | Envigado | Envigado F. C.  | 2 : 0     | Deportivo Pasto  |
| Envigado F. C. permanece en la Primera A para la temporada 2011 al ganar 3:0 en el global. |          |                 |           |                  |

### Copa Colombia
- Final

| Fecha                                                                     | Ciudad  | Equipo local    | Resultado | Equipo visitante |
| ------------------------------------------------------------------------- | ------- | --------------- | --------- | ---------------- |
| 27 de octubre                                                             | Itagüí  | Itagüí Ditaires | 0 : 1     | Deportivo Cali   |
| 3 de noviembre                                                            | Palmira | Deportivo Cali  | 2 : 0     | Itagüí Ditaires  |
| Deportivo Cali se coronó campeón al ganar con un resultado global de 3:0. |         |                 |           |                  |

| Colombia                             |
| Campeón Deportivo Cali Primer título |

## Torneos internacionales

### Copa Libertadores de América
| Equipo                 | Fase final             | Pts. | PJ | PG | PE | PP | GF | GC | DG | Rend.  |
| ---------------------- | ---------------------- | ---- | -- | -- | -- | -- | -- | -- | -- | ------ |
| Junior                 | Primera fase           | 1    | 2  | 0  | 1  | 1  | 2  | 4  | -2 | 16,7 % |
| Independiente Medellín | Segunda fase (Grupo 1) | 6    | 6  | 1  | 3  | 2  | 3  | 4  | -1 | 33,3 % |
| Once Caldas            | Octavos de final       | 12   | 8  | 3  | 3  | 2  | 9  | 7  | 2  | 50 %   |

### Copa Sudamericana
| Equipo          | Fase final       | Pts. | PJ | PG | PE | PP | GF | GC | DG | Rend.  |
| --------------- | ---------------- | ---- | -- | -- | -- | -- | -- | -- | -- | ------ |
| Atlético Huila  | Segunda fase     | 5    | 4  | 1  | 2  | 1  | 6  | 7  | -1 | 41,7 % |
| Santa Fe        | Octavos de final | 10   | 6  | 3  | 1  | 2  | 7  | 5  | 2  | 55,6 % |
| Deportes Tolima | Cuartos de final | 8    | 6  | 2  | 2  | 2  | 7  | 5  | 2  | 44,4 % |

### Copa Libertadores de América Femenina
| Equipo         | Fase final             | Pts. | PJ | PG | PE | PP | GF | GC | DG | Rend. |
| -------------- | ---------------------- | ---- | -- | -- | -- | -- | -- | -- | -- | ----- |
| Formas Íntimas | Primera fase (Grupo 1) | 3    | 4  | 1  | 0  | 3  | 4  | 8  | -4 | 25 %  |

## Selección nacional masculina

### Mayores

#### Partidos de la Selección mayor en 2010
| Fecha           | Lugar                                                     | Rival          | Marcador | Competencia | Goles de Colombia                              |
| --------------- | --------------------------------------------------------- | -------------- | -------- | ----------- | ---------------------------------------------- |
| 27 de mayo      | Estadio Soccer City Johannesburgo, Sudáfrica              | Sudáfrica      | 1 : 2    | Amistoso    | 20' (pen.) Giovanni Moreno                     |
| 30 de mayo      | Estadio MK Milton Keynes, Reino Unido                     | Nigeria        | 1 : 1    | Amistoso    | 12' Carlos Valdés                              |
| 11 de agosto    | Estadio Hernando Siles La Paz, Bolivia                    | Bolivia        | 1 : 1    | Amistoso    | 36' Carlos Bacca                               |
| 3 de septiembre | Estadio José Antonio Anzoátegui Puerto La Cruz, Venezuela | Venezuela      | 2 : 0    | Amistoso    | 16' Juan Guillermo Cuadrado · 66' Dayro Moreno |
| 7 de septiembre | Estadio Universitario (UANL) Monterrey, México            | México         | 0 : 1    | Amistoso    | Sin goles                                      |
| 8 de octubre    | Estadio Red Bull Arena Nueva York, Estados Unidos         | Ecuador        | 1 : 0    | Amistoso    | 87' Radamel Falcao García                      |
| 12 de octubre   | Estadio PPL Park Chester, Estados Unidos                  | Estados Unidos | 0 : 0    | Amistoso    | Sin goles                                      |
| 17 de noviembre | Estadio Nemesio Camacho El Campín Bogotá, Colombia        | Perú           | 1 : 1    | Amistoso    | 74' Luis Núñez                                 |

Nota: A la izquierda el marcador de la selección Colombia.

### Sub-20

#### Torneo Esperanzas de Toulon
| Equipo                    | Pt | PJ | PG | PE | PP | GF | GC | DG | Rend.  |
| ------------------------- | -- | -- | -- | -- | -- | -- | -- | -- | ------ |
| Selección nacional sub-20 | 3  | 3  | 1  | 0  | 2  | 3  | 4  | -1 | 33,3 % |

Resultado final: Eliminado en primera fase.

### Sub-17

#### Juegos Suramericanos
| Equipo                    | Pts. | PJ | PG | PE | PP | GF | GC | DG | Rend. |
| ------------------------- | ---- | -- | -- | -- | -- | -- | -- | -- | ----- |
| Selección nacional sub-17 | 9    | 3  | 3  | 0  | 0  | 7  | 1  | 6  | 100 % |

- Resultado final: Ganador de la medalla de oro.

| Colombia                                              |
| Ganador de la medalla de oro Colombia Segunda ocasión |

## Selección nacional femenina

### Mayores

#### Amistosos de preparación
| Fecha            | Lugar                              | Rival | Marcador | Competencia | Goles de Colombia                         |
| ---------------- | ---------------------------------- | ----- | -------- | ----------- | ----------------------------------------- |
| 18 de septiembre | Club La Fortaleza Bogotá, Colombia | Chile | 2 - 0    | Amistoso    | 56' Katerin Castro · 63' Catalina Usme    |
| 20 de septiembre | Club La Fortaleza Bogotá, Colombia | Chile | 2 - 1    | Amistoso    | 56' Yoreli Rincón · 63' Yulieth Domínguez |

#### Copa América Femenina
| Equipo                      | Pts. | PJ | PG | PE | PP | GF | GC | DG | Rend.  |
| --------------------------- | ---- | -- | -- | -- | -- | -- | -- | -- | ------ |
| Selección nacional femenina | 13   | 7  | 4  | 1  | 2  | 19 | 8  | 11 | 61,9 % |

- Resultado final: Segundo lugar del torneo.

| |
| Subcampeón Selección femenina de fútbol de Colombia Clasificado a Juegos Panamericanos 2011, Juegos Olímpicos 2012 y Copa Mundial 2011 |

### Sub-20

#### Campeonato Sudamericano Femenino de Fútbol Sub-20
| Equipo                             | Pts. | PJ | PG | PE | PP | GF | GC | DG | Rend.  |
| ---------------------------------- | ---- | -- | -- | -- | -- | -- | -- | -- | ------ |
| Selección nacional femenina sub-20 | 15   | 6  | 5  | 0  | 1  | 10 | 5  | 5  | 83,3 % |

- Resultado final: Segundo lugar del torneo. Clasificado a la Copa Mundial Femenina de Fútbol Sub-20 de 2010

#### Copa Mundial Femenina de Fútbol Sub-20
| Equipo                             | Pts. | PJ | PG | PE | PP | GF | GC | DG | Rend.  |
| ---------------------------------- | ---- | -- | -- | -- | -- | -- | -- | -- | ------ |
| Selección nacional femenina sub-20 | 7    | 6  | 2  | 1  | 3  | 7  | 6  | 1  | 38,9 % |

- Resultado final: Cuarto lugar del torneo.

Grupo A
| Equipo     | Pts | PJ | PG | PE | PP | GF | GC | Dif |
| ---------- | --- | -- | -- | -- | -- | -- | -- | --- |
| Alemania   | 9   | 3  | 3  | 0  | 0  | 11 | 4  | 7   |
| Colombia   | 4   | 3  | 1  | 1  | 1  | 5  | 4  | 1   |
| Francia    | 4   | 3  | 1  | 1  | 1  | 4  | 5  | -1  |
| Costa Rica | 0   | 3  | 0  | 0  | 3  | 2  | 9  | -7  |

| 13 de julio de 2010, 14:30 (UTC+2) | Colombia    | 1:1 (0:1) | Francia     | Ruhrstadion, Bochum                                              |                                                                  |
|                                    | Andrade 86' | Reporte   | Makanza 16' | Asistencia: 2.500 espectadores Árbitro(s): Etsuko Fukano (Japón) | Asistencia: 2.500 espectadores Árbitro(s): Etsuko Fukano (Japón) |

| 16 de julio de 2010, 18:00 (UTC+2) | Alemania                             | 3:1 (1:0) | Colombia  | Ruhrstadion, Bochum                                                     |                                                                         |
|                                    | Popp 21' · Arnold 50' · Hegering 55' | Reporte   | Ortiz 81' | Asistencia: 15.545 espectadores Árbitro(s): Carol Anne Chenard (Canadá) | Asistencia: 15.545 espectadores Árbitro(s): Carol Anne Chenard (Canadá) |

| 20 de julio de 2010, 11:30 (UTC+2) | Costa Rica | 0:3 (0:2) | Colombia                               | Rudolf-Harbig-Stadion, Dresde                                            |                                                                          |
|                                    |            | Reporte   | Montoya 24', 40' · Rincón 90+3' (pen.) | Asistencia: 12.863 espectadores Árbitro(s): Cristina Dorcioman (Rumania) | Asistencia: 12.863 espectadores Árbitro(s): Cristina Dorcioman (Rumania) |

Cuartos de final
| 24 de julio de 2010, 11:30 (UTC+2) | Suecia | 0:2 (0:2) | Colombia               | Ruhrstadion, Bochum                                                    |                                                                        |
|                                    |        | Reporte   | Rincón 11' · Ariza 22' | Asistencia: 4.735 espectadores Árbitro(s): Hong Eun Ah (Corea del Sur) | Asistencia: 4.735 espectadores Árbitro(s): Hong Eun Ah (Corea del Sur) |

Semifinales
| 29 de julio de 2010, 18:30 (UTC+2) | Colombia | 0:1 (0:1) | Nigeria | SchücoArena, Bielefeld                                                  |                                                                         |
|                                    |          | Reporte   | Orji 2' | Asistencia: 7.040 espectadores Árbitro(s): Christina Pedersen (Noruega) | Asistencia: 7.040 espectadores Árbitro(s): Christina Pedersen (Noruega) |

Tercer lugar
| 1 de agosto de 2010, 12:00 (UTC+2) | Corea del Sur | 1:0 (0:0) | Colombia | SchücoArena, Bielefeld                   |                                          |
|                                    | Ji So-yun 49' | Reporte   |          | Árbitro(s): Bibiana Steinhaus (Alemania) | Árbitro(s): Bibiana Steinhaus (Alemania) |

### Sub-17

#### Campeonato Sudamericano Femenino de Fútbol Sub-17
| Equipo                             | Pts. | PJ | PG | PE | PP | GF | GC | DG | Rend. |
| ---------------------------------- | ---- | -- | -- | -- | -- | -- | -- | -- | ----- |
| Selección nacional femenina sub-17 | 6    | 4  | 2  | 0  | 2  | 6  | 5  | 1  | 50 %  |

- Resultado final: Eliminado en primera fase.